# Anthony Michael Cornelis van Asch van Wijck
Jhr. mr. Anthony Michael Cornelis van Asch van Wijck (Utrecht, 21 augustus 1808 − aldaar, 3 december 1874) was een Nederlands jurist en publicist op historisch gebied.

## Biografie
Van Wijck was een lid van de  familie Van Asch van Wijck en een zoon van jhr. mr. Hubert Matthijs Adriaan Jan van Asch van Wijck, heer van Prattenburg (1774-1843), lid van de Tweede Kamer, voorzitter Tweede Kamer, lid Eerste Kamer, en van Kenau Hasselaer (1786-1826). Hij trouwde in 1848 met jkvr. Isabella Theodora Maria de Geer (1815-1858), lid van de familie De Geer, en in 1860 met Maria Bartha Nijland (1830-1876); uit zijn eerste huwelijk werden vijf kinderen geboren.
In 1832 promoveerde Van Wijck in de rechten op Quasdam observationes juris utriusque civilis. Daarna werd hij advocaat en vanaf 1838 rechter bij de rechtbank Utrecht, welke laatste functie hij tot zijn overlijden zou blijven vervullen. In 1841 verzamelde en publiceerde hij de Redevoeringen gehouden over het wetboek van strafvordering in de openbare zittingen der Tweede Kamer der Staten-Generaal, 1829-1830 en 1835-1836.
Daarnaast was hij zeer geïnteresseerd in de geschiedenis van de stad en de provincie Utrecht. Hij werd lid, was van 1846 tot 1848 secretaris en van 1848 tot 1855 voorzitter van het Historisch Genootschap waarna hij vervolgens tot erevoorzitter werd benoemd; hij publiceerde zelf ook over de geschiedenis van Utrecht. In 1855 publiceerde hij A. van de Velde's Wonderen des Allerhoogsten, zigtbaar in Nederland's geschiedenis. Nuttig huisboek voor het Nederlandsche volk van Abraham van de Velde (1614-1677), en in 1856 Hedley Vicars, kapitein in Engelsche dienst, gesneuveld voor Sebastopol of De Christen als krijgsman van Catherine Marsch (1818-1912).
Vanaf 1836 was hij 2e luitenant, vanaf 1844 kapitein van de Utrechtse schutterij. Vanaf 1847 tot 1850 zat hij in de Utrechtse ridderschap.